# سنجش آنزیمی

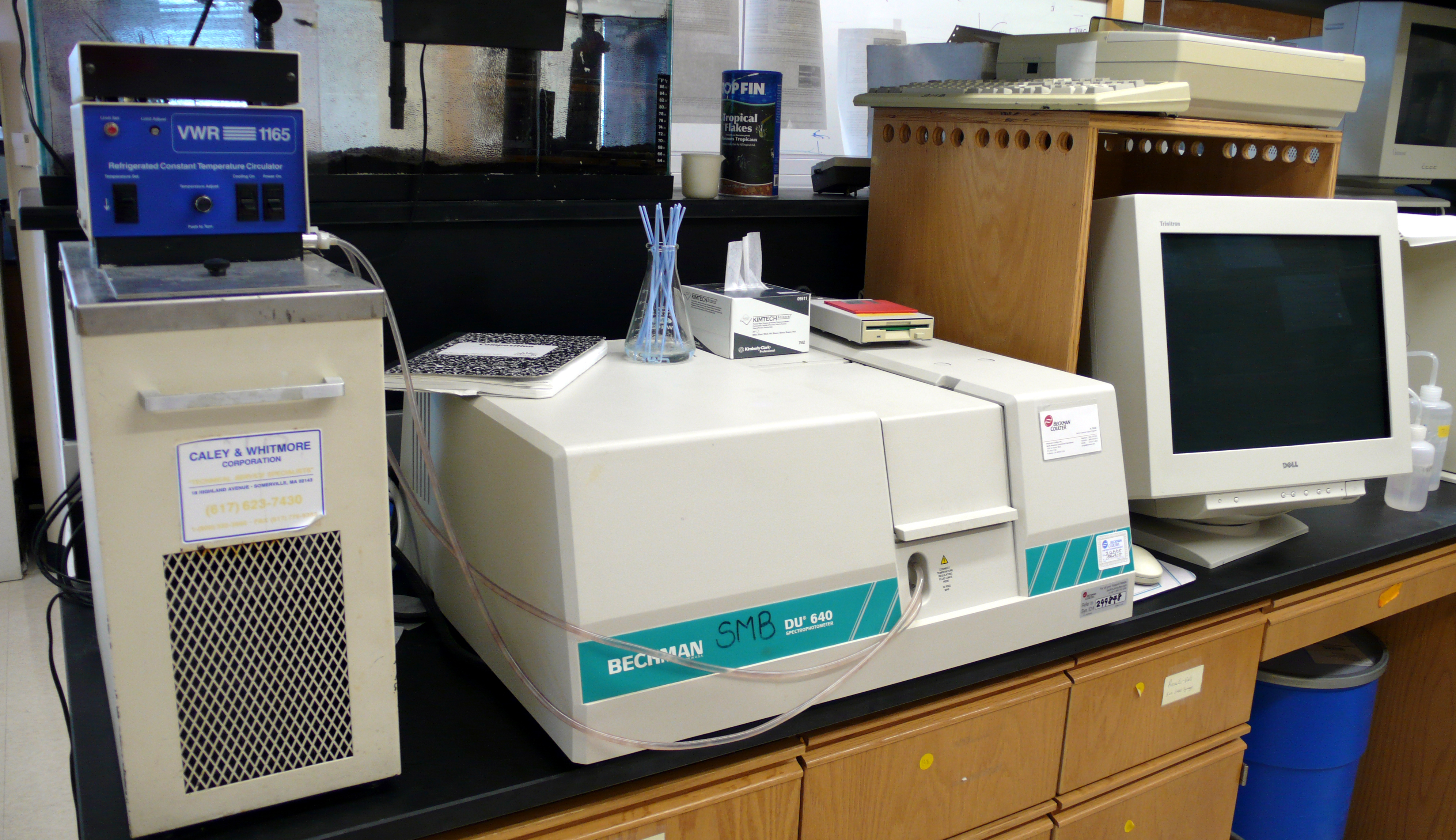
دستگاه اسپکتروفتومتر Beckman DU640 UV / Vis

سنجش‌های آنزیمی روش‌های آزمایشگاهی برای اندازه‌گیری فعالیت آنزیمی است که برای مطالعه سینتیک آنزیم و مهار آنزیم حیاتی هستند.

## واحدهای آنزیمی
کمیت یا غلظت آنزیم را می‌توان مانند سایر مواد شیمیایی یا از نظر فعالیت در واحد آنزیمی، به مقدار مولار بیان کرد.

## انواع سنجش
تمام سنجش‌های آنزیمی یا میزان مصرف بستر یا تولید محصول را در طول زمان اندازه‌گیری می‌کنند. تعداد زیادی از روش‌های مختلف اندازه‌گیری غلظت بسترها و محصولات وجود دارد و بسیاری از آنزیم‌ها را می‌توان از طریق چندین روش مختلف سنجش کرد. بیوشیمیست‌ها معمولاً با استفاده از چهار نوع آزمایش واکنش‌های کاتالیزوری آنزیمی را مطالعه می‌کنند:

## سنجش‌های مداوم
سنجش‌های مداوم راحت‌ترین نوع سنجش هستند، با یک روش سرعت واکنش را بدون هیچ کار دیگری لازم ارائه می‌دهند. انواع مختلفی از سنجش‌های پیوسته وجود دارد.

### اسپکتروفتومتری
در روش‌های اسپکتروفتومتری، با اندازه‌گیری تغییر در مقدار نوری که محلول جذب می‌کند، روند واکنش دنبال می‌شود. اگر این نور در ناحیه مرئی باشد، در واقع می‌توان تغییر رنگ سنجش را مشاهده کرد و به آنها سنجش رنگ سنجی می‌گویند. روش MTT، روش ردوکس با استفاده از رنگ تترازولیوم به عنوان بستر، نمونه ای از روش رنگ سنجی است.
از نور ماورا UV بنفش اغلب استفاده می‌شود، زیرا کوآنزیم‌های رایج NADH و NADPH نور ماورا بنفش را در اشکال کاهش یافته خود جذب می‌کنند، اما در فرم‌های اکسید شده آن وجود ندارد. اکسیدوروکتاز با استفاده از NADH به عنوان یک بستر می‌تواند با دنبال کردن کاهش جذب UV در طول موج ۳۴۰ نانومتر مورد سنجش قرار گیرد. همان‌طور که کوآنزیم را مصرف می‌کند.

### گرماسنجی

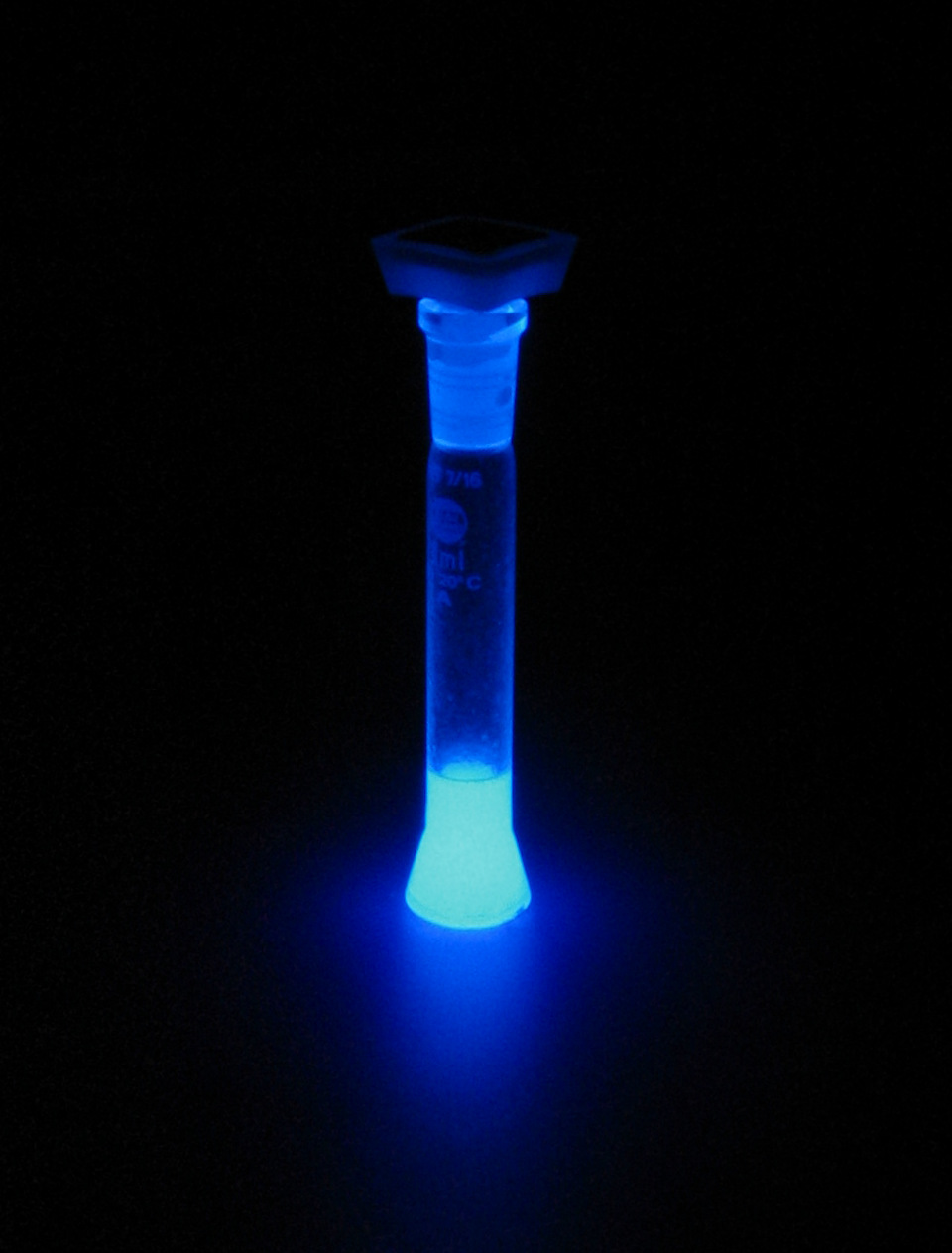
شیمی لومینسانس لومینول

کالریمتری اندازه‌گیری گرمای آزاد شده یا جذب شده توسط واکنش‌های شیمیایی است. این سنجش‌ها بسیار کلی هستند، از آنجا که بسیاری از واکنش‌ها شامل تغییر در گرما و با استفاده از میکرو کالری متر سنجش می‌شود، آنزیم یا بستر زیادی لازم نیست. از این روش‌ها می‌توان برای اندازه‌گیری واکنش‌هایی استفاده کرد که سنجش آنها با روش‌های دیگر ممکن نیست.

## سنجش‌های ناپیوسته
سنجش‌های ناپیوسته زمانی است که نمونه‌ها از فواصل زمانی از واکنش آنزیمی گرفته می‌شوند و میزان تولید محصول یا مصرف بستر در این نمونه‌ها اندازه‌گیری می‌شود.
- آنزیم محدود کننده
- سنجش ردپای DNase
- سینتیک آنزیم